# Pasterka-Hütte
Die Pasterka-Hütte (polnisch Schronisko PTTK „Pasterka“) liegt auf einer Höhe von 700 m n.p.m. in Polen im Heuscheuergebirge, einem Gebirgszug der Sudeten, auf dem Szczeliniec Wielki.

## Geschichte
Die Hütte wurde 1960 errichtet. Sie wird von dem PTTK betrieben.

## Zugänge
Die Hütte ist über mehrere markierte Wanderwege und mit dem Pkw erreichbar.

## Touren

### Gipfel
- Szczeliniec Wielki (919 m)